# Denée
Denée ist eine westfranzösische Gemeinde mit 1.448 Einwohnern (Stand: 1. Januar 2022) im Département Maine-et-Loire in der Region Pays de la Loire. Die Gemeinde gehört zum Arrondissement Angers und zum Kanton Chalonnes-sur-Loire. Die Einwohner werden Denéens genannt.

## Geographie
Denée liegt etwa 17 Kilometer südwestlich von Angers am Louet, einem Nebenfluss der Loire, die die Gemeinde im Norden begrenzt, und dem Aubance, der hier in den Louet mündet. Das Gebiet zählt zu den Weinbaugegenden Anjou und Coteaux-de-l’Aubance. Umgeben wird Denée von den Nachbargemeinden Bouchemaine im Norden, Sainte-Gemmes-sur-Loire im Norden und Nordosten, Saint-Jean-de-la-Croix im Nordosten, Mozé-sur-Louet im Osten und Südosten, Rochefort-sur-Loire im Süden und Südwesten sowie Béhuard und Savennières im Westen.

## Bevölkerungsentwicklung
| Jahr      | 1962 | 1968 | 1975 | 1982 | 1990 | 1999 | 2006 | 2018 |
| Einwohner | 789  | 845  | 931  | 1079 | 1235 | 1391 | 1405 | 1388 |

Quelle: INSEE

## Sehenswürdigkeiten
Siehe auch: Liste der Monuments historiques in Denée
- Kirche Notre-Dame aus dem 12. Jahrhundert, seit 1968 Monument historique
- Kapelle Saint-Joseph
- Pfarrhaus aus dem 18. Jahrhundert, seit 1968 Monument historique
- Burg und Domäne La Noue, seit 1995 Monument historique
- Schloss Souvigné, seit 1976 Monument historique
- Schloss Mantelon aus dem 16. Jahrhundert, seit 2003 Monument historique

## Weinbau
Die Reben in Denée gehören zum Weinbaugebiet Anjou.

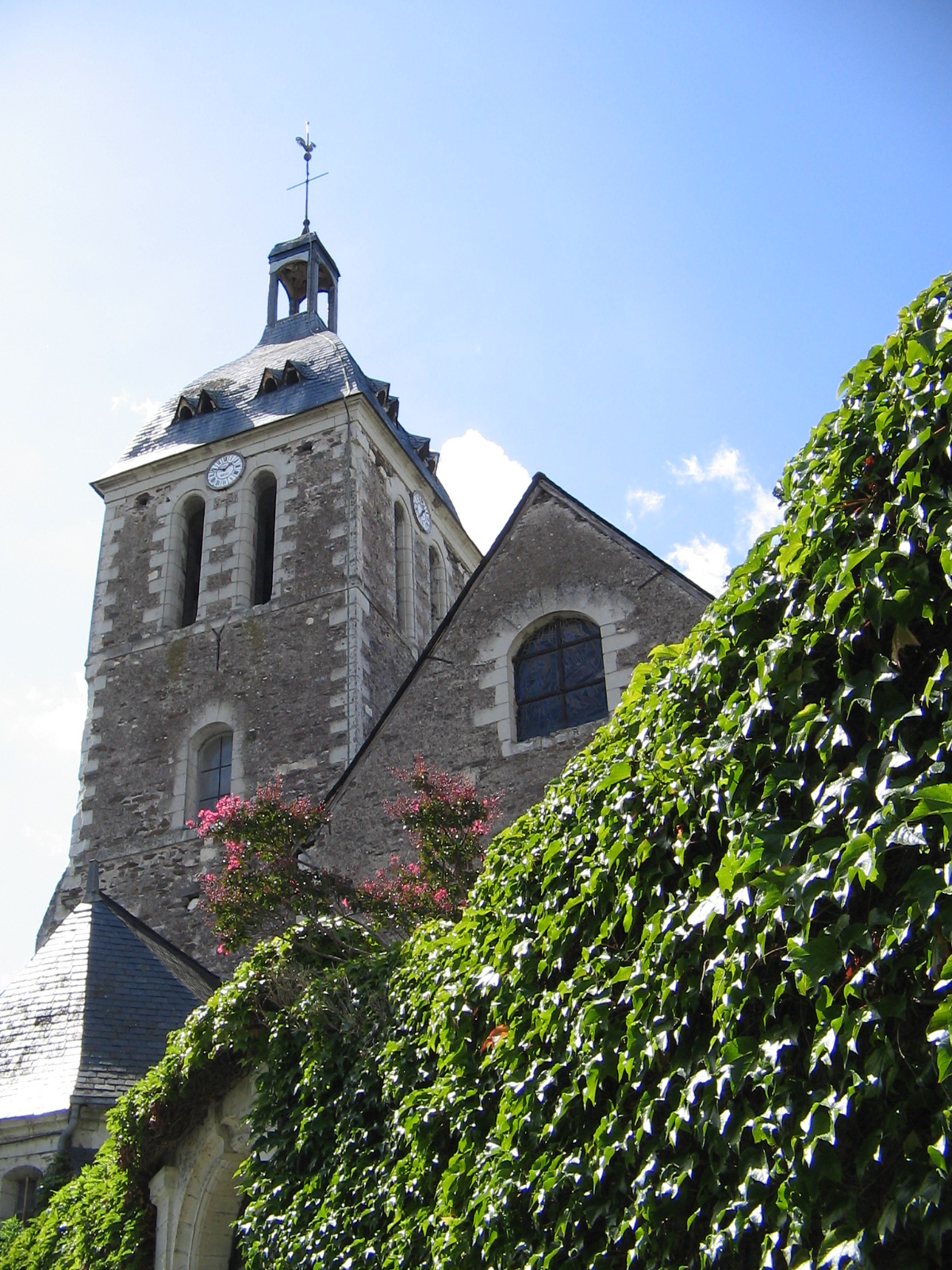
Kirche Notre-Dame
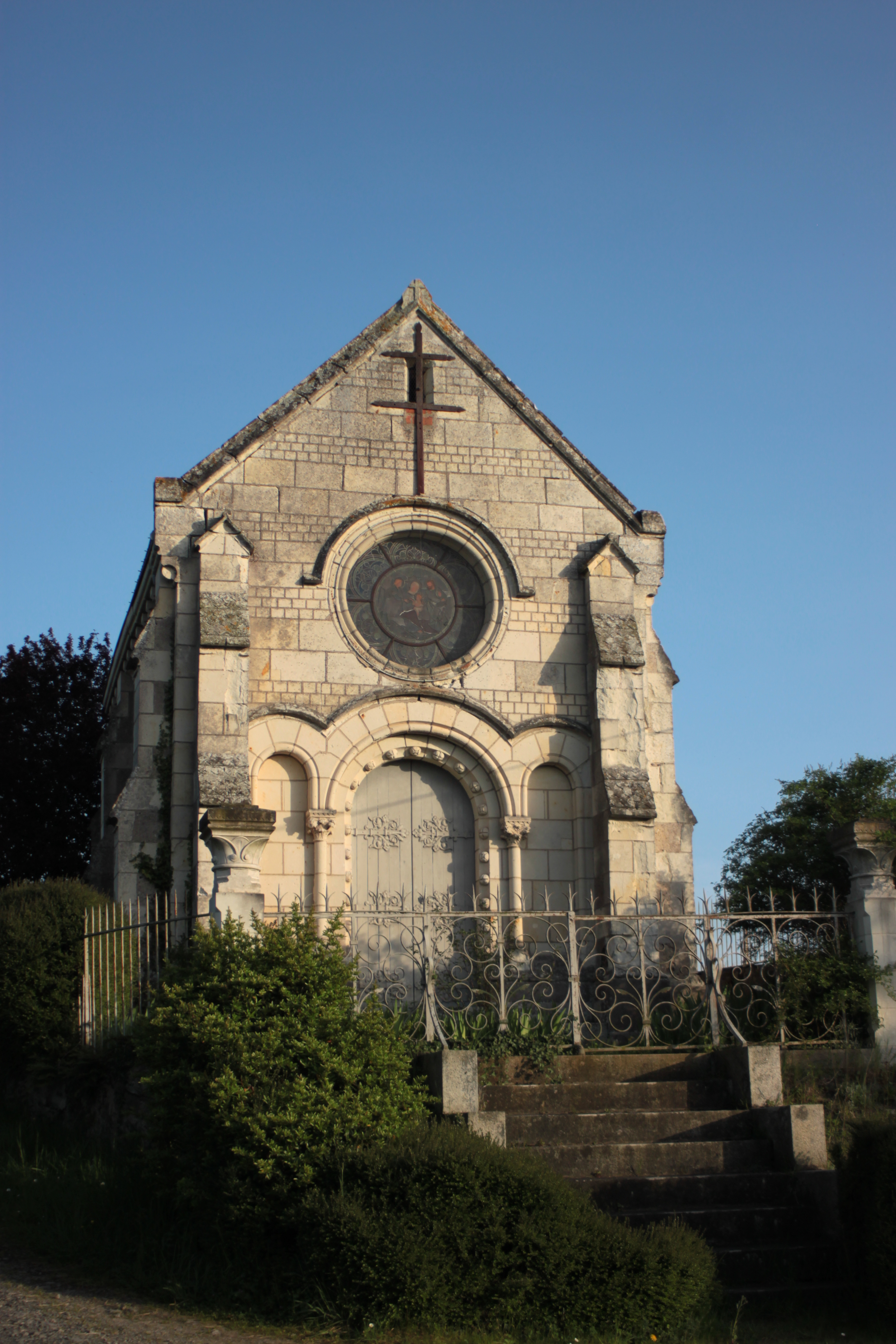
Kapelle Saint-Joseph